# Silken Windsprite
Silken Windsprite är en hundras från USA. Den är en medelstor och långhårig vinthund som tidigare kallades longhaired whippet. Den är inte erkänd som ras av Svenska Kennelklubben (SKK), den internationella hundorganisationen Fédération Cynologique Internationale (FCI) eller American Kennel Club (AKC) men är nationellt erkänd av den tyska kennelklubben Verband für das Deutsche Hundewesen (VDH) sedan 2014. Rasen avlades fram av kennelägaren Walter Wheeler i Massachusetts under 1980-talet utifrån whippethundar som bar på långhårigt hårlag.

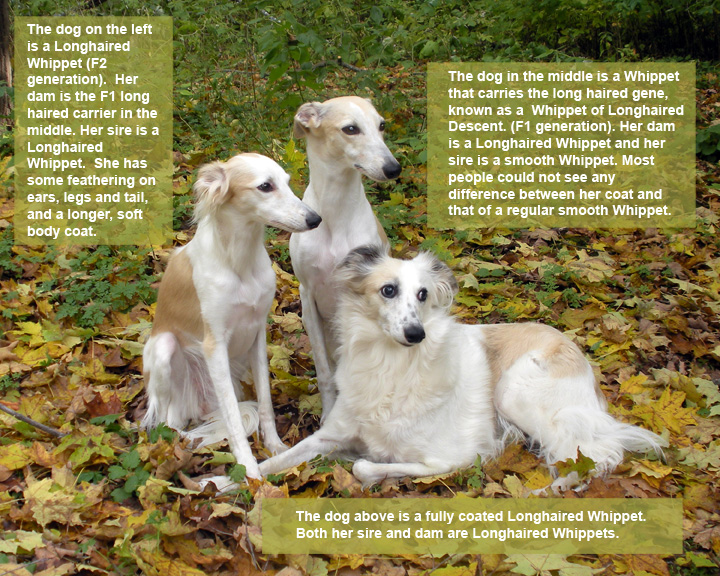
Bilden visar i tre steg hur en släthårig whippet med anlag för långhårighet gett upphov till långhåriga whippetar eller Silken Windsprite.